# 26e cérémonie des Chicago Film Critics Association Awards
La 26e cérémonie des Chicago Film Critics Association Awards (CFCA Awards), décernés par la Chicago Film Critics Association, a eu lieu le 16 décembre 2013, et a récompensé les films réalisés dans l'année,.

## Palmarès

### Meilleur film
- Twelve Years a Slave
  - American Bluff (American Hustle)
  - Gravity
  - Her
  - Inside Llewyn Davis

### Meilleur réalisateur
- Steve McQueen pour Twelve Years a Slave
  - Joel et Ethan Coen pour Inside Llewyn Davis
  - Alfonso Cuarón pour Gravity
  - Spike Jonze pour Her
  - David O. Russell pour American Bluff (American Hustle)

### Meilleur acteur
- Chiwetel Ejiofor pour le rôle de Solomon Northup dans Twelve Years a Slave
  - Bruce Dern pour le rôle de Woody Grant dans Nebraska
  - Oscar Isaac pour le rôle de Llewyn Davis dans Inside Llewyn Davis
  - Matthew McConaughey pour le rôle de Ron Woodroof dans Dallas Buyers Club
  - Robert Redford pour le rôle du marin dans All Is Lost

### Meilleure actrice
- Cate Blanchett pour le rôle de Jasmine dans Blue Jasmine
  - Sandra Bullock pour le rôle du Dr Ryan Stone dans Gravity
  - Adèle Exarchopoulos pour le rôle d'Adèle dans La Vie d'Adèle
  - Brie Larson pour le rôle de Grace dans States of Grace (Short Term 12)
  - Meryl Streep pour le rôle de Violet Weston dans Un été à Osage County (August: Osage County)

### Meilleur acteur dans un second rôle
- Jared Leto pour le rôle de Rayon dans Dallas Buyers Club
  - Barkhad Abdi pour le rôle d'Abduwali Muse dans Capitaine Phillips (Captain Phillips)
  - Michael Fassbender pour le rôle d'Edwin Epps dans Twelve Years a Slave
  - James Franco pour le rôle d'« Alien » dans Spring Breakers
  - James Gandolfini pour le rôle d'Albert dans All About Albert (Enough Said)

### Meilleure actrice dans un second rôle
- Lupita Nyong'o pour le rôle de Patsey dans Twelve Years a Slave
  - Scarlett Johansson pour le rôle de Samantha (voix) dans Her
  - Jennifer Lawrence pour le rôle de Rosalyn Rosenfeld dans American Bluff (American Hustle)
  - Léa Seydoux pour le rôle d'Emma dans La Vie d'Adèle
  - June Squibb pour le rôle de Kate Grant dans Nebraska

### Acteur le plus prometteur
- Adèle Exarchopoulos pour le rôle d'Adèle dans La Vie d'Adèle
  - Barkhad Abdi pour le rôle d'Abduwali Muse dans Capitaine Phillips (Captain Phillips)
  - Chadwick Boseman pour le rôle de Jackie Robinson dans 42
  - Lupita Nyong'o pour le rôle de Patsey dans Twelve Years a Slave
  - Tye Sheridan pour le rôle d'Ellis dans Mud : Sur les rives du Mississippi (Mud)

### Réalisateur le plus prometteur
- Destin Cretton pour States of Grace (Short Term 12)
  - Lake Bell pour In a World…
  - Ryan Coogler pour Fruitvale Station
  - Joseph Gordon-Levitt pour Don Jon
  - Joshua Oppenheimer pour The Act of Killing

### Meilleur scénario original
- Her – Spike Jonze
  - American Bluff (American Hustle) – Eric Warren Singer et David O. Russell
  - Blue Jasmine – Woody Allen
  - Inside Llewyn Davis – Joel et Ethan Coen
  - Nebraska – Bob Nelson

### Meilleur scénario adapté
- Twelve Years a Slave – John Ridley
- Before Midnight – Richard Linklater, Ethan Hawke et Julie Delpy
- Le Loup de Wall Street (The Wolf of Wall Street) – Terence Winter
- Philomena –  Steve Coogan et Jeff Pope
- Un été à Osage County (August: Osage County) – Tracy Letts

### Meilleure direction artistique
- Gravity – Andy Nicholson
  - Gatsby le Magnifique (The Great Gatsby) – Ian Gracie
  - Her – K.K. Barrett
  - Inside Llewyn Davis – Jess Gonchor (en)
  - Twelve Years a Slave – Adam Stockhausen

### Meilleure photographie
- Gravity – Emmanuel Lubezki
  - Gatsby le Magnifique (The Great Gatsby) – Simon Duggan
  - Inside Llewyn Davis – Bruno Delbonnel
  - Prisoners – Roger Deakins
  - Twelve Years a Slave – Sean Bobbitt

### Meilleur montage
- Gravity – Alfonso Cuaron et Mark Sanger
  - American Bluff (American Hustle) – Alan Baumgarten (en), Jay Cassidy et Crispin Struthers
  - Upstream Color – Shane Carruth et David Lowery
  - Le Loup de Wall Street (The Wolf of Wall Street) – Thelma Schoonmaker
  - Twelve Years a Slave – Joe Walker

### Meilleure musique de film
- Her – Arcade Fire
  - Blancanieves – Alfonso de Vilallongo
  - Gravity – Steven Price
  - Spring Breakers – Cliff Martinez et Skrillex
  - Twelve Years a Slave – Hans Zimmer

### Meilleur film en langue étrangère
- The Act of Killing (Jagal)  Danemark  Royaume-Uni  Norvège
  - La Vie d'Adèle  France  Belgique  Espagne
  - La Chasse (Jagten)  Danemark
  - Le vent se lève (風立ちぬ, Kaze tachinu)  Japon
  - Wadjda (وجدة)  Allemagne  Arabie saoudite

### Meilleur film d'animation
- Le vent se lève (風立ちぬ, Kaze tachinu)
  - La Colline aux coquelicots (コクリコ坂から, Kokuriko zaka kara)
  - Les Croods (The Croods)
  - Monstres Academy (Monsters University)
  - La Reine des neiges (Frozen)

### Meilleur film documentaire
- The Act of Killing (Jagal)
  - The Armstrong Lie
  - Blackfish
  - Stories We Tell
  - Twenty Feet from Stardom